# Distretto di Haishu
Il distretto di Haishu (海曙区S) è un distretto della Cina, situato nella provincia dello Zhejiang.